# Gangusiowa Jama
Gangusiowa Jama – jaskinia w Beskidzie Niskim, na wschodnim stoku Kielanówki, koło Lipowicy (gmina Dukla). Ma 190 m długości i 11 m głębokości. Jest jaskinią osuwiskową powstałą w piaskowcach cergowskich. Odkryta została w 1992 r. przez członków Speleoklubu Dębickiego: T. Mleczka i B.Szatkowskiego. Początkowo były to dwie osobne jaskinie (Gangusiowa Jama i Jaskinia Grozy), które połączono dopiero w 1993 r. Jaskinia znajduje się w obrębie specjalnego obszaru ochrony siedlisk Natury 2000 „Osuwiska w Lipowicy”.